# Men: avventura al Nuovo Fiore
Men. Avventura al Nuovo Fiore è un romanzo della scrittrice italiana Laudomia Bonanni, pubblicato nel 1939 a Milano dalla casa editrice Bompiani.
Il romanzo viene costruito sulla base di racconti precedentemente scritti dalla Bonanni, di cui uno vincitore di un premio letterario dell’Opera Nazionale Balilla.

## Contesto storico e storia editoriale
Nella mattina del 3 ottobre 1935 iniziarono le operazioni militari che portarono, nel maggio dell’anno seguente, le truppe dell'esercito italiano ad Addis Abeba con la conseguente fuga del negus, il sovrano etiope.
Iniziò così l’attuazione della politica coloniale ed espansionistica voluta da Benito Mussolini. Infatti, il 9 maggio il Duce proclamò l'annessione dell'Etiopia all'Italia  e annunciò l’assunzione da parte del re d'Italia Vittorio Emanuele III del titolo di imperatore d’Etiopia. In tutto ciò, furono vane le sanzioni promosse della Società delle Nazioni contro l’Italia, che in quel momento era un paese aggressore.
In questo clima di colonialismo, per le edizioni Bompiani, con illustrazioni di Bruno Angoletta, nacque il romanzo coloniale per ragazzi Men. Avventura al Nuovo Fiore, di Laudomia Bonanni.

## Trama
Il romanzo narra le vicende di Men, una piccola ragazza abissina, la quale, appena nata, viene privata dei genitori a seguito di un crudele evento. La Bonanni trasferisce nel romanzo e su Men la giustificazione e l'ideologia mussoliniana: uno stato etiopico strutturato su modelli feudali, in cui la ricchezza è di pochi e la schiavitù di molti.
Un lato molto interessante del romanzo è il profilo di costruzione tecnico-narrativa della piccola protagonista, la quale rivendica una sua personale affermazione all’interno di un'ostile realtà. In questa piccola donna si individuò così l’inizio letterario di quello che venne chiamato «il femminismo bonanniano».